# Sung Ťiao-žen
Sung Ťiao-žen (čínsky: 宋敎仁; pinyin: Sòng Jiàorén) (5. dubna 1882 – 22. března 1913) byl čínský republikánský revolucionář, politický vůdce a jeden ze zakladatelů Čínské aliance (Tchung-meng-chuej) a čínské nacionalistické strany Kuomintang. Tuto stranu dovedl k drtivému úspěchu v prvních čínských demokratických volbách v roce 1912. Podle většiny historiků za jeho vraždou stál prezident Jüan Š'-kchaj.

## Život
Sung Ťiao-žen se narodil a vyrostl v provincii Chu-nan. Již v mládí projevoval zájem o aktuální politické a vojenské dění. Na vysoké škole měl vynikající studijní výsledky a ačkoliv získal titul, který mu zajišťoval relativně pohodlný život ve třídě konfuciánských učenců, tak se začal věnovat západnímu učení.
V srpnu 1902 odešel do Wu-čchangu, kde se setkal s celoživotním přítelem Chuang Singem a kde se začal zapojovat do místních revolučních skupin. Následující rok začal vyučovat na prestižní soukromé střední škole ve Wu-čchangu, kde se svými studenty rád diskutoval o politice a revoluci. Byl přesvědčen, že dynastie Čching padne a že pokud revolucionáři nebudou připraveni, tak příští vláda může být ještě horší.
Kvůli svým revolučním aktivitám ve městě Čchang-ša byl v roce 1904 nucen uprchnout do Japonska, kde studoval západní politické myšlení a kde navázal kontakty s ostatními mladými čínskými reformátory a radikalisty. V roce 1905 spolu se Sunjatsenem založil Čínskou alianci (Tchung-meng-chuej), což byla organizace zaměřená na svržení mandžuské dynastie Čching a formování republiky. Do Číny se vrátil až po Sinchajské revoluci v roce 1911 a pomohl transformovat Čínskou alianci (Tchung-meng-chuej) na Kuomintang. Po založení Čínské republiky v roce 1912 se Sunjatsen stal prozatímním prezidentem Čínské republiky a Sung měl za úkol reformovat čínský právní systém, vypracovat prozatímní ústavu a zorganizovat pro Kuomintang volební kampaň, která by zajistila úspěch v prvních čínských demokratických volbách. Sung se ukázal jako talentovaný politický organizátor, který měl však i velké sebevědomí, které odradilo mnoho potenciálních příznivců. I když ve volbách v prosinci 1912 mělo právo volit pouze 10 procent dospělých mužů, tak se jednalo o důležitý posun. Politickou základnu nové strany tvořila převážně šlechta a obchodníci ze střední třídy. Ve volbách získal Kuomintang 269 z 596 křesel ve sněmovně reprezentantů a 123 z 274 křesel v senátu. Po volbách byl Sung Ťiao-žen považován za hlavního kandidáta na pozici předsedy vlády.
Jedním z hlavních Sungových politických cílů bylo zajištění toho, že nezávislost čínských volebních shromáždění bude řádně chráněna před vlivem prezidenta Jüan Š’-kchaje. Sung Ťiao-žen ho kritizoval za jeho rostoucí autoritářství a vyjádřil své obavy z obnovení monarchie.

## Atentát
Sung Ťiao-žen byl 20. března 1913 dvakrát střelen do zad na vlakovém nádraží v Šanghaji. Střelcem byl Wu Š'-jing, který uzavřel dohodu s Jing Kuej-sinem, představitelem šanghajského podsvětí, úzce napojeného na Jüan Š'-kchaje. Na následky zranění zemřel o dva dny později. Před smrtí stihl nadiktoval telegram prezidentu Jüan Š'-kchaji: „Zemřu s hlubokou lítostí. S pokorou doufám, že vaše excelence bude prosazovat poctivost, propagovat spravedlnost a podporovat demokracii...“
Sung Ťiao-žen si svým působením vytvořil mnoho nepřátel. Z jeho vraždy bylo podezříváno hned několik lidí, některými z nich byl například i Liang Čchi-čchao nebo Sunjatsen. Většina historiků se však shoduje na tom, že za atentátem stál s největší pravděpodobností prezident Jüan Š’-kchaj, který nestál o schopného předsedu a novou ústavu, která by omezovala jeho moc. Úředníci, kteří tento atentát vyšetřovali, tak byli sami zavražděni nebo záhadně zmizeli. Jüan Š'-kchajova vina tedy nikdy nebyla dokázána kvůli nedostatku důkazů.